# Christian Gottfried Whistling
Christian Gottfried Whistling (* 26. Januar 1748 in Hartmannsdorf bei Chemnitz; † 29. Oktober 1807 in Merseburg) war ein deutscher Arzt, Apotheker und Landwirt.

## Leben
Whistling studierte Medizin an der Universität Jena, wo er 1778 bei Ernst Anton Nicolai zum Dr. med. promoviert wurde. Ab 1782 war er zwölf Jahre als Amtsphysikus in dem Städtchen Kelbra tätig. 1794 übernahm er die Hofapotheke in Altenburg und wirkte zuletzt in Merseburg.
Er war Mitglied zahlreicher akademischer Gesellschaften. Von Bedeutung ist insbesondere seine vierbändige Oekonomische Pflanzenkunde, die längere Zeit ein Standardwerk darstellte.

## Familie
Whistling ist der Vater des Musikverlegers und Musikbibliographen Carl Friedrich Whistling.

## Werke
- Ernestus Antonius Nicolai Ordinis Medicorum H. T. Decanus Dissertationem Inauguralem Medicam Viri Clarissimi Ac Doctissimi Christiani Godofredi Whistling Saxo-Schoenburgico-Poenigensis Die I. Iunii MDCCCLXXVIII. Habendam Indicit Et De Figura Arteriarum Disserit, Diss., Jena 1778 (Digitalisat)
- Aeltere und neuere Kurmethoden des offenen Krebses samt einem neuen innerlichen und äusserlichen zuverlässigen Mittel dagegen welches durch Erfahrungen geprüft und mit öffentlichen Zeugnisses bewiesen, Altenburg 1796 (Digitalisat)
- Oekonomische Pflanzenkunde für Land- und Hauswirthe, Forstbediente, Gärtner, Künstler, Fabrikanten und andere Liebhaber nach dem System des Gebrauchs geordnet und mit Linnéischen Kennzeichen geordnet beschrieben, 4 Bände, Leipzig: Gleditsch 1807
  - Band 1 (Digitalisat)
  - Band 4 (Digitalisat)